# اعتلال دماغي
الاعتلال الدماغي(بالإنجليزية: Encephalopathy)‏. هي حالات تتميز باضطرابات وظائف الدماغ بسبب أمراض الدماغ المنتشرة العديدة ومنها : اورام الدماغ، الأشعة، فرط تناول بعض الأدوية أو المشروبات الكحولية، التهابات جرثومية أو فيروسية، فشل الكبد أو الفشل الكلوي، التسمم بالمواد الكيماوية، امراض استقلابية وفي التعبيرات الطبية فإن المصطلح يشير إلى تشكيلة واسعة من اضطرابات المخ التنكسية لها أسباب مختلفة، التكهنات والآثار المترتبة عليها. على سبيل المثال، أمراض البريون، جميعها تسبب المرض الاسفنجي، هي ما تسبب الوفاة ويكون مصدرها معدية، لكن الاسفنجي قابل للتراجع عنها، ويمكن أن يسببه النقص أوالسموم، والعديد من الأسباب الأخرى.

## الأنواع
هناك العديد من أنواع الاعتلال الدماغي. وفيما يلي بعضها:
- -اعتلال دماغي گليسيني - اضطراب أيضي بالأطفال
- -اعتلال دماغي كبدي - ناتج عن تشمع متقدم بالكبد
- -اعتلال دماغي ناقص تأكسج - اعتلال دماغي دائم أو انتقالي ناتج عن نقص حاد في توريد الأكسجين للمخ
- -اعتلال دماغي ساكن - ضرر بالمخ غير متغير، أو دائم
- -اعتلال دماغي يورمي - ناتج عن مستويات عالية من السموم التي عادة ما تتخلص منها الكلى—يندر حدوثه في وجود الغسيل الكلوي
- -الاعتلال الاسفنجي-الناجم عن نقص الثيامين، عادة في الإعداد للإدمان على الكحول والاعتلال الاسفنجي-عبارة عن مجموعة من الأمراض كافة الناجمة عن البريونات، ويتميز بنسيج الدماغ «الأسفنج» (مليئة الثقوب)، إعاقة الحركة أو التنسيق، وارتفاع معدل الوفيات. ويشمل الدماغ الاسفنجي البقري (مرض جنون البقر) وسكرابي كورو بين أمور أخرى.[2]
- -اعتلال هاشيموتو الدماغي-الناشئة عن اضطرابات المناعة الذاتية
- -اعتلال دماغي أيضي سام-جامعاً لخلل المخ بسبب الإصابة أو فشل الجهاز، أو التسمم.

## الأسباب
الاعتلال الاسفنجي يغير وظيفة المخ و/أو الهيكل. قد يكون سبب ذلك وكيل المعدية (البكتريا أو الفيروسات أو بريون)، الخلل الأيضي أو mitochondrial، ورم الدماغ أو زيادة الضغط، التعرض لفترة طويلة للسموم (بما في ذلك المذيبات، المخدرات والكحول، والدهانات، والمواد الكيميائية الصناعية، وبعض المعادن)، الإشعاع، الصدمات التدريجيه المزمنه، وسوء التغذية أو نقص تدفق الدم أو الأكسجين إلى المخ. من المعروف أيضا أن استخدام ما يصاحب ذلك من الليثيوم مع نيوروليبتيكس أخرى يؤدي، في بعض الحالات النادرة، الاسفنجي.
السمة المميزة للدماغ تغيير حالة النفسية. اعتماداً على نوع ومدى خطورة الاسفنجي، هي أعراض عصبية مشتركة الفقدان التدريجي للذاكرة والقدرة المعرفية، التغييرات شخصية خفية، وعدم القدرة على التركيز واللامبالاة والفقدان التدريجي للوعي. وتشمل أعراض عصبية أخرى قد يكون ميوكلونوس (غير الطوعي ألم العضلات أو مجموعة من العضلات) الرأرأة (حركة العين السريعة، غير الطوعي)، الهزة، ضمور العضلات وضعفها، الخرف والمضبوطات، وفقدان القدرة على البلع أو الكلام.

## التشخيص
يمكن استخدام اختبارات الدم، لفحص سوائل العمود الفقري بثقب قطني ودراسات التصوير، اليكترونسيفالوجرامس والدراسات التشخيصية مماثلة التفريق بين الأسباب المختلفة للدماغ.
الاسفنجي بسبب فشل الكبد الحاد في الأهمية لتحديد سبب زرع الكبد الطارئة و/أو دعم الكبد الاصطناعي يمكن إنقاذ حياة. وتعطي التشخيص المستوى المنخفض من عوامل كواجولابيليتي (V)، واليرقان مكثفة والوذمه الدماغ. اليكترونسيفالوجرام يمكن أن تكون مفيدة. الاسفنجي نظراً لفشل الكبد المزمن من السهل أيضا أن تعرف وكثيراً ما يبدأ بواسطة البروتين أو نزيف المعدة والأمعاء.

## العلاج
العلاج يكون وفقا لنوع وشدة الاعتلال. يجوز فرضها المتبع لخفض أو وقف أي المضبوطات. إدخال تغييرات على نظام غذائي والمكملات الغذائية قد يساعد بعض المرضى. في الحالات الشديدة، قد تحتاج إلى جراحة الاستبدال الغسيل الكلوي أو الجهاز.وعلاج السبب الكامن وراء الفوضى قد تحسن أو تعكس الأعراض. ومع ذلك، ففي بعض الحالات، قد يتسبب الاسفنجي في التغييرات الهيكلية الدائمة وضرر لا يمكن إصلاحه للدماغ. يمكن أن تكون في بعض الاسفنجي قاتلة.

## وصلات إضافية
مقتبس من https://web.archive.org/web/20090323180350/http://www.ninds.nih.gov/disorders/encephalopathy/encephalopathy.htm
يظل التشخيص من سبات وكوما بلوم وبوسنر ISBN 0-19-513898-8 أحد أفضل مفصل إشارات المراقبة إلى الشرط